# 张洪武
张洪武，大连理工大学教授，研究方向包括计算纳米与生物力学等，中国教育部第6批“长江学者”特聘教授。

## 生平
1985年和1988年先后取得大连理工大学工程力学系学士学位、工程力学研究所硕士学位，2000年取得汉诺威大学博士学位。
1988年起在大连理工大学工作，1996年晋升教授。

## 学生兼职
中国力学学会计算力学专业委员会副主任委员，中国力学学会青年工作委员会副主任委员。